# Tingis reticulata
Tingis reticulata är en insektsart som först beskrevs av Herrich-schaeffer 1835.  Tingis reticulata ingår i släktet Tingis, och familjen nätskinnbaggar. Arten är reproducerande i Sverige.